# ブルーエンゼル
『ブルーエンゼル』（原題:Threshold:The Blue Angels Experience）は、1975年に公開されたアメリカ合衆国のドキュメンタリー映画。アメリカ合衆国海軍所属のアクロバット飛行隊「ブルーエンジェルス」が世界各地で曲技飛行を披露する様子を撮影した記録映画。

## 概要
曲技に登場する機体は撮影時期に使用されていたF-4J ファントムII（ただし公開時期にはすでにA-4 スカイホークに変更されており、劇場公開パンフレットにもその点が記載されている）。
製作/監督のポール・マーローは、テレビCMやドキュメンタリー・フィルムを製作していた時期から、劇場用映画の製作を考えていた。彼は「Gレイティング（全年齢向け）でも受ける映画」の製作を目指し、自らテーマを捜し求めていたが、友人と出かけたピクニックでブルー・エンジェルスの曲技飛行を見て、これを題材とすることを決めた。28時間分の撮影フィルムと30時間分の音声記録テープを元に行われた製作は2年6ヶ月に及び、これによってマーローは予算上の危機に陥ったものの、映画は完成に至った。

## 登場人物（パイロット）
- ハーレー・ホール（リーダー・フライト、中佐[3]）/ CDR Harley Hall (Leader)
- ケビン・オマラ（ライト・ウィング、海兵隊大尉）/ CAPT Kevin O'mara,USMC (Right Wing)
- ジム・マスロウスキー（レフト・ウィング、大尉）/ LT Jim Maslowski (Left Wing)
- アニー・クリステンセン（センター・フライト、大尉）/ LT  Ernie Christensen (Slot)
- スチーブ・シェーメーカー（リード・ソロ、大尉）/ LT Steve Shoemaker (Lead Solo)
- スキップ・アムステッド（ソロ・フライト、少佐）/ LCDR Skip Umstead (Solo)
- ビル・ビアズレー（ライト・ウィング、大尉）/ LT Bill Beardsley (Right Wing)
- ビル・スイッツァ（ソロ・フライト、大尉）/ LT Bill Switzer (Solo)